# Поляризационная модовая дисперсия
Поляризационная модовая дисперсия ( англ. Polarization mode dispersion, сокр. PMD ) - это форма модовой дисперсии, когда две разные поляризации света в волноводе, обычно движущиеся с одинаковой скоростью, распространяются с разными скоростями из-за случайных дефектов и асимметрий, вызывая случайное распространение оптических импульсов. Из-за сложности компенсации  это явление в конечном итоге ограничивает скорость, с которой данные могут передаваться по оптоволокну. 

## Обзор
В идеальном оптическом волокне сердцевина имеет идеально круглое поперечное сечение. В этом случае основная мода имеет две ортогональные поляризации (ориентации электрического поля), которые движутся с одинаковой скоростью . Сигнал, который передается по волокну, является случайно поляризованным, то есть случайной суперпозицией этих двух поляризаций. В идеальном волокне это не имеет значения, так как эти две поляризации будут распространяться одинаково. 
В реальном оптоволокне, однако, есть случайные дефекты, которые нарушают круговую симметрию, что приводит к разным скоростям распространению двух поляризаций.  В этом случае два поляризационных компонента сигнала будут медленно разделяться, например, вызывая распространение импульсов и их перекрытие. Поскольку дефекты являются случайными, эффекты распространения импульсов соответствуют случайному блужданию и, следовательно, имеют среднюю, зависящую от поляризации, разницу во времени Δ τ (также называемую дифференциальной групповой задержкой или DGD), пропорциональную квадратному корню из расстояния распространения.   L : 
{\displaystyle \Delta \tau =D_{\text{PMD}}{\sqrt {L}}\,}
D PMD -  параметр PMD волокна, обычно измеряемый в пс / √km, мера силы и частоты дефектов. 
Случайные дефекты, нарушающие симметрию, делятся на несколько категорий. Во-первых, существует геометрическая асимметрия, например, слегка эллиптические ядра. Во-вторых, существуют двулучепреломления, вызванные напряжением, в которых сам показатель преломления зависит от поляризации. Оба эти эффекта могут быть следствием либо несовершенства в производстве (что никогда не бывает совершенным или без напряжения) или от термических и механических напряжений, наложенных на волокна в области — кроме того, последние напряжения, как правило изменяться с течением времени. 

## Компенсация PMD
Система компенсации PMD - это устройство, которое использует контроллер поляризации для компенсации PMD в волокнах . По сути, выходной сигнал волокна разбивается на две основные поляризации (обычно с dτ дω = 0, т. е. нет изменения первого порядка временной задержки с частотой ), и применяет дифференциальную задержку для их повторной синхронизации. Поскольку эффекты PMD являются случайными и зависят от времени, для этого требуется активное устройство, которое в зависимости от времени реагирует на обратную связь. Поэтому такие системы дороги и сложны.  Из-за того, что PMD не является ограничивающим фактором для более низких скоростей передачи данных, все еще широко используемых, это означает, что системы компенсации PMD имеют ограниченное применение в крупных телекоммуникационных системах. 
Другой альтернативой может быть использование волокна, сохраняющего поляризацию (волокна PM ), волокна, симметрия которого настолько сильно нарушена (например, сильно эллиптическое ядро), что поляризация на входе вдоль главной оси сохраняется вплоть до выхода. Поскольку вторая поляризация никогда не возбуждается, PMD не возникает. Однако такие волокна в настоящее время имеют практические проблемы, такие как более высокие потери, чем у обычного оптического волокна, и более высокая стоимость. Расширением этой идеи является однополяризационное волокно, в котором в волокне может распространяться только одно состояние поляризации  (другая поляризация не направляется и исключается). 

## Сопутствующие явления
Связанный эффект - поляризационно-зависимые потери (PDL), при которых две поляризации страдают разными скоростями потерь в волокне, опять же, из-за асимметрии. PDL также ухудшает качество сигнала. 
Строго говоря, круговое ядро не требуется для того, чтобы иметь два вырожденных состояния поляризации. Скорее, требуется ядро, группа симметрии которого допускает двумерное неприводимое представление . Например, квадратное или равностороннее треугольное ядро также будет иметь два решения поляризации с одинаковой скоростью для основной моды; такие общие формы также возникают в фотонно-кристаллических волокнах . Опять же, любые случайные дефекты, которые нарушают симметрию, могут привести к PMD в таком волноводе. 